# Stortjärnen (Piteå socken, Norrbotten, 725177-177124)
Stortjärnen är en sjö i Piteå kommun i Norrbotten och ingår i Alterälven-Piteälvens kustområde. Sjön har en area på 0,0371 kvadratkilometer och ligger 10 meter över havet.

## Delavrinningsområde
Stortjärnen ingår i det delavrinningsområde (725301-177224) som SMHI kallar för Rinner mot Vargödraget. Medelhöjden är 16 meter över havet och ytan är 21,04 kvadratkilometer. Det finns inga avrinningsområden uppströms utan avrinningsområdet är högsta punkten. Avrinningsområdets utflöde mynnar i havet, utan att ha någon enskild mynningsplats. Avrinningsområdet består mestadels av skog (88 procent). Avrinningsområdet har 0,04 kvadratkilometer vattenytor vilket ger det en sjöprocent på 0,2 procent.